# L'uomo di Singapore
L'uomo di Singapore (Bring 'Em Back Alive) è una serie televisiva statunitense in 17 episodi trasmessi per la prima volta nel corso di una sola stagione dal 1982 al 1983.
È una serie d'avventura ambientata a Singapore e incentrata sulle vicende di Frank Buck, un avventuriero realmente esistito negli anni 30 e autore del romanzo Bring 'Em Back Alive. In patria la serie fu annullata a causa di bassi ascolti a seguito della concorrenza con serie come Happy Days e Laverne e Shirley.
È uno dei tanti tentativi di quel periodo di sfruttare il successo cinematografico del film I predatori dell'arca perduta. Nello stesso periodo furono trasmesse altre due serie d'avventura similari, Glendora e I predatori dell'idolo d'oro.

## Personaggi e interpreti
- Frank Buck (17 episodi, 1982-1983), interpretato da Bruce Boxleitner.
- Ali (14 episodi, 1982-1983), interpretato da Clyde Kusatsu.
È un aiutante di Frank.
- H.H., Sultano di Johore (12 episodi, 1982-1983), interpretato da Ron O'Neal.
È un amico di Frank.
- Gloria Marlowe (12 episodi, 1982-1983), interpretata da Cindy Morgan.
È una impiegata al consolato statunitense a Singapore.
- Chaing (12 episodi, 1982-1983), interpretato da George Cheung.
- Bhundi (8 episodi, 1982-1983), interpretato da Harvey Jason.
- Myles Delaney (6 episodi, 1982), interpretato da Sean McClory.
È il gestore del Raffles Hotel.
- G.B. Vonturgo (5 episodi, 1982), interpretato da John A. Zee.
- Cameriere (5 episodi, 1982), interpretato da Kurt Christian.
- Ispettore Jeffords (5 episodi, 1982-1983), interpretato da William Glover.
- Phillips (3 episodi, 1982), interpretato da Harvey Vernon.
- Ispettore Newton (3 episodi, 1983), interpretato da Michael Ensign.
- Arthur (2 episodi, 1982), interpretato da Richard McKenzie.
- Kent (2 episodi, 1982), interpretato da John Pyle.
- Reverendo Danberry (2 episodi, 1982-1983), interpretato da Jack Gwillim.
- Datu (2 episodi, 1982-1983), interpretato da Ruben Montoya.

## Produzione
La serie fu prodotta da Schenck/Cardea Productions e Thompson / Bernstein / Boxleitner Productions e Columbia Pictures Television e girata negli studios della Warner Brothers a Burbank e ad Arcadia in California. Le musiche furono composte da Arthur B. Rubinstein.

### Registi
Tra i registi della serie sono accreditati:
- Paul Krasny in 4 episodi (1982-1983)
- Peter H. Hunt in 2 episodi (1983)
- George McCowan in 2 episodi (1983)

### Sceneggiatori
Tra gli sceneggiatori della serie sono accreditati:
- Frank Cardea in 17 episodi (1982-1983)
- George Schenck in 17 episodi (1982-1983)
- B.W. Sandefur in 4 episodi (1982-1983)
- Tim Maschler in 3 episodi (1982-1983)
- Arthur Weingarten in 3 episodi (1982-1983)
- Tom Sawyer in 2 episodi (1982)

## Distribuzione
La serie fu trasmessa negli Stati Uniti dal 24 settembre 1982 al 31 maggio 1983 sulla rete televisiva CBS. In Italia è stata trasmessa su Canale 5 con il titolo L'uomo di Singapore.
Alcune delle uscite internazionali sono state:
- negli Stati Uniti il 24 settembre 1982 (Bring 'Em Back Alive)
- in Svezia il 22 ottobre 1983
- in Francia il 13 novembre 1983 (Frank, chasseur de fauves)
- in Spagna (Traedlos vivos)
- in Germania Ovest (Frank Buck - Abenteuer in Malaysia)
- in Italia (L'uomo di Singapore)

## Episodi
| Stagione       | Episodi | Prima TV USA |
| -------------- | ------- | ------------ |
| Prima stagione | 17      | 1982-1983    |